# John Northrop
John Knudsen "Jack" Northrop (Newark, 10 de novembro de 1895 — 18 de fevereiro de 1981) foi um industrial e projetista aeronáutico estadunidense. Foi um industrial e designer de aeronaves que fundou a Northrop Corporation em 1939.

## Vida
Sua carreira começou em 1916 como desenhista da Loughhead Aircraft Manufacturing Company (fundada em 1912). Ele ingressou na Douglas Aircraft Company em 1923, onde com o tempo se tornou engenheiro de projetos. Em 1927, ele se juntou à Lockheed Corporation, onde foi engenheiro-chefe do transporte Lockheed Vega. Ele saiu em 1929 para fundar a Avion Corporation, que vendeu em 1930. Dois anos depois, fundou a Northrop Corporation. Esta empresa tornou-se uma subsidiária da Douglas Aircraft em 1939, então ele co-fundou uma segunda empresa chamada Northrop.